# San Juan Colorado
San Juan Colorado là một đô thị thuộc bang Oaxaca, México. Năm 2005, dân số của đô thị này là 8669 người.